# Samthar (stato)
Lo Stato di Samthar (noto anche come Stato di Samshergarh) fu uno stato principesco del subcontinente indiano, avente per capitale la città di Samthar.

## Storia
Lo stato di Samthar era un principato indipendente governato dal clan Khatana della dinastia Gurjar che migrò dall'originario Rajasthan. Lo stato venne creato da Chandrabhan Vir Gujar e da suo nipote Madan Singh, governatore dello stato di Datia.
Dopo la proclamazione dell'indipendenza indiana nel 1947, il maharaja di Samthar siglò l'ingresso nell'Unione Indiana e lo stato venne annesso col resto dell'agenzia del Bundelkhand del nuovo stato di Vindhya Pradesh nel 1950. Nel 1956, lo stato di Vindhya Pradesh venne unito ad altri territori per costituire lo stato di Madhya Pradesh.

## Governanti
I governanti dello stato di Samthar ottennero il privilegio di un saluto ufficiale a 11 colpi di cannone a salve nelle occasioni ufficiali. Portarono il titolo di 'Maharaja' dopo il 1877, quando Chhatar Singh si distinse come abile amministratore.

### Raja
- 1817 - 1827                Ranjit Singh II                    (m. 1827)
- 1827 - 1864                Hindupat Singh                     (n. 1823 - m. 1890) 
  - 1858 -  3 febbraio 1865         Rani .... (f) -reggente
- 3 febbraio 1865 - 1877         Chhatar Singh                      (n. 1843 - m. 1896)

### Maharaja
- 1877 - 16 giugno 1896         Chhatar Singh                      (s.a.)
- 17 giugno 1896 -  9 ottobre 1935  Bir Singh                          (n. 1864 - m. 1936) (dal 3 giugno 1915, Sir Bir Singh)
- 9 ottobre 1935 – 15 agosto 1947  Radha Charan Singh                 (n. 1914 - m. 1972)